# Sulzano
Sulzano ist eine norditalienische Gemeinde (comune) mit 1936 Einwohnern (Stand 31. Dezember 2023) in der Provinz Brescia in der Lombardei. Die Gemeinde liegt etwa 20 Kilometer nordwestlich von Brescia am Iseosee.

## Verkehr
Durch die Gemeinde führt die frühere Strada Statale 510 Sebina Orientale (heute die Provinzstraße SPBS 510) von Mandolossa nach Darfo Boario Terme. Der Bahnhof von Sulzano liegt an der Bahnstrecke Brescia–Iseo–Edolo.

## Kunst
Sulzano war der Ausgangspunkt für Christos The Floating Piers, ein Land-Art-Kunstwerk, das vom 18. Juni bis 3. Juli 2016 auf dem Iseosee gezeigt wurde. Dabei wurde der Ort mit begehbaren, schwimmenden Stegen, die mit dahliengelbem Stoff überzogen waren, mit dem Dorf Peschiera Maraglio auf der Insel Monte Isola und der Isola di San Paolo verbunden. Das Kunstwerk war frei und kostenlos zugänglich. Sämtliche Kosten von der Planung bis zur anschließenden Entsorgung der Materialien trug der Künstler.